# Waco Aircraft Company
A Waco Aircraft Company (WACO) foi uma fabricante de aeronaves localizada em Troy, Ohio, Estados Unidos. Entre 1920 e 1947, a empresa produziu uma ampla gama de biplanos civis.
A empresa começou inicialmente com o nome Weaver Aircraft Company of Ohio, mas mudou seu nome para "Waco Aircraft Company" em 1928/29.

## Nome da empresa

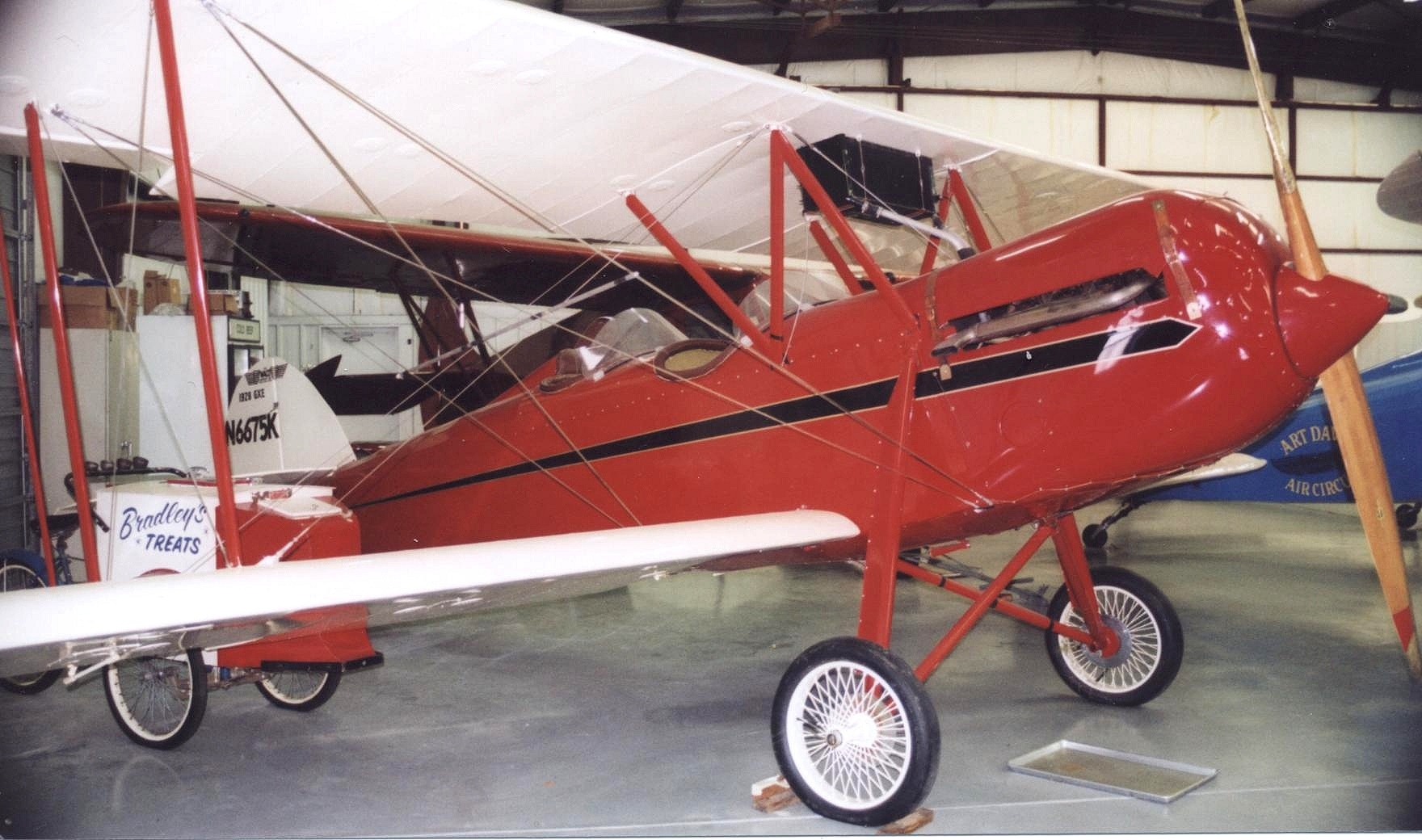
Um Waco GXE (Model 10) de 1928 com motor Curtiss OX-5.

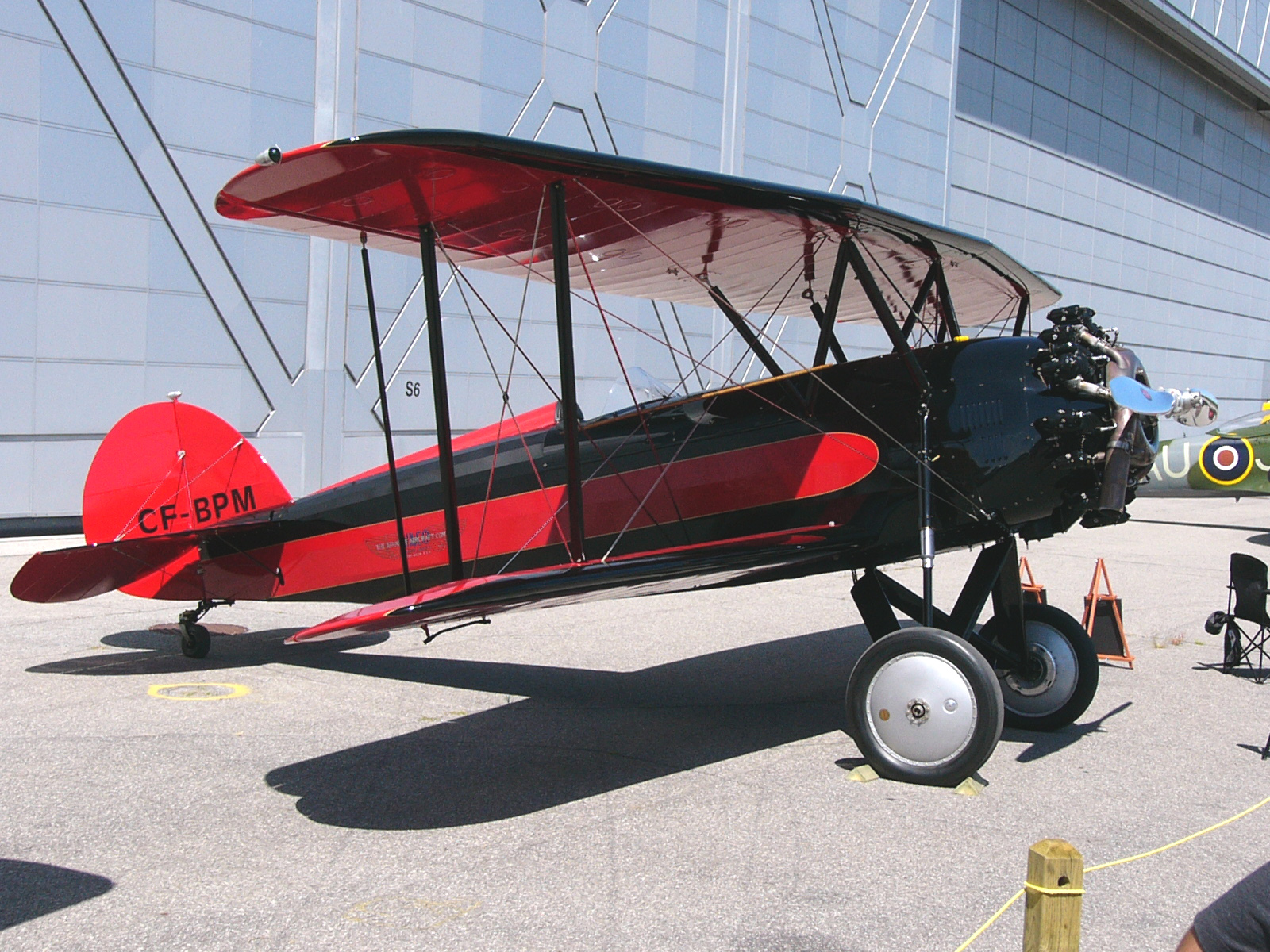
Um modelo Advance Aircraft Company/ATO 'Taperwing' de 1929 do Vintage Wings of Canada.

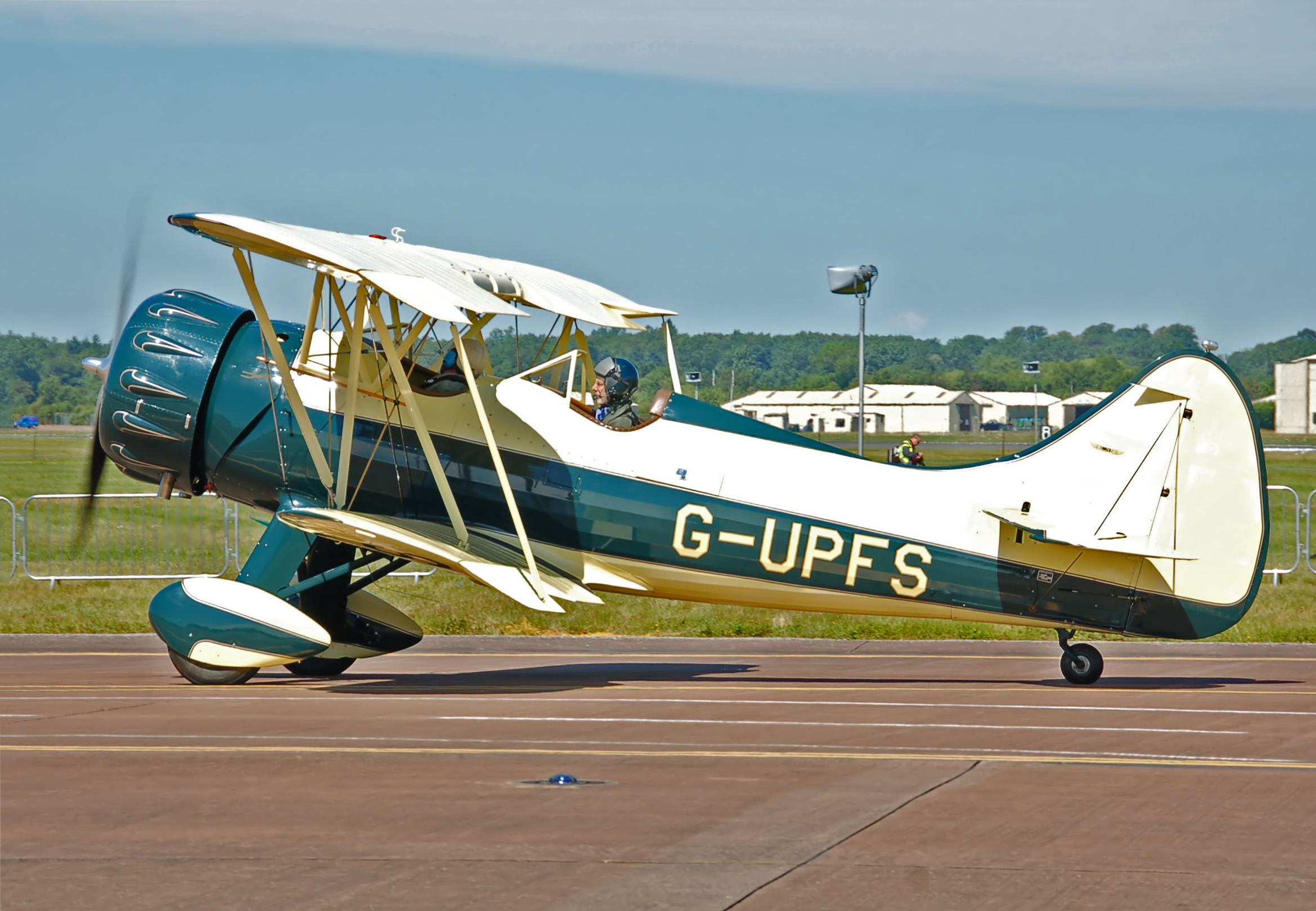
Um Waco UPF-7, de 1941, no Royal International Air Tattoo de 2014 na Inglaterra.

WACO (referindo-se à aeronave) é geralmente pronunciado "wah-co" (a primeira sílaba pronunciada como "água"), não "way-co" como Waco, Texas, cujo nome não tem nenhuma relação.
Várias empresas operavam com o nome "Waco", sendo a primeira empresa a Weaver Aircraft Company, uma empresa fundada por George E. Weaver, Clayton Bruckner e Elwood Junkin em 1920 em Lorain e Medina, Ohio, depois de já terem colaborado por vários anos . Na primavera de 1923, ela se tornou a Advance Aircraft Company em Troy, Ohio, após a saída de Weaver.
Em 1929, foi mudada de Advance Aircraft Company para Waco Aircraft Company. A empresa é freqüentemente confundida com a "Western Aviation Company", o nome de um conglomerado de empresas aeronáuticas em Chicago, Illinois; San Antonio, Texas; e Burbank, Califórnia.

## História

### Origens e sucesso inicial
A história da Waco começou em 1919 quando os empresários Clayton J. "Clayt" Brukner e Elwood "Sam" Junkin conheceram os pilotos de "circo voador" Charles "Charley" William Meyers e George "Buck" Weaver. Embora o projeto inicial de hidroaviões tenha sido um fracasso, eles fundaram a empresa Waco em 1920 e se estabeleceram como produtores de aviões robustos e confiáveis que eram populares entre os empresários viajantes, serviços postais e exploradores, especialmente depois que a empresa começou a produzir modelos biplanos de cabine fechada a partir de 1930, além dos biplanos de cabine aberta.
O nome Waco foi extremamente bem representado no registro de aeronaves civis dos EUA entre as guerras, com mais Wacos registrados do que as aeronaves de qualquer outra empresa. Tipos de produção, incluindo biplanos de cabine aberta, biplanos de cabine fechada e sesquiplanos de cabine fechada (conhecidos pela Waco como "Custom Cabins"), bem como vários tipos experimentais.

### Na Segunda Guerra Mundial
Durante a Segunda Guerra Mundial, a Waco produziu um grande número de planadores militares para a RAF e as Forças Aéreas do Exército dos EUA para operações aerotransportadas, especialmente durante a Invasão da Normandia e a Operação Market Garden. O Waco CG-4 foi o mais numeroso de seus designs de planadores já produzidos. Ao mesmo tempo, a Waco produziu mais de 600 de seus biplanos abertos UPF-7 e 21 biplanos de cabine VKS-7F para o "Civilian Pilot Training Program", que complementou a produção dos estabelecimentos de treinamento militar. 42 modelos de propriedade privada de dezesseis tipos foram colocados em serviço como transportes leves e aeronaves utilitárias com a USAAF sob a designação C-72/UC-72.

### Fim das operações normais
A Waco encerrou suas operações em 1947, tendo sofrido o destino de uma série de companhias de aviação geral quando um boom previsto na aviação após a Segunda Guerra Mundial não se concretizou. O modelo final da Waco contou com um motor Franklin experimental que, com o cancelamento de outros contratos tornou-se tão caro, que o "Aristocraft", que dependia dele, foi cancelado.

### Reedições

#### WACOs europeus modernos
A marca Waco foi brevemente reavivada, na década de 1960 e no início da década de 1970 - para um esquema para produzir, montar, remontar ou comercializar uma série de aviões leves italianos e franceses modernos, todos em metal (semimonocoque, cabine fechada, asa-baixa, monomotor) sob licença nos Estados Unidos. O programa era liderado por um "Sr. Berger" e a empresa era conhecida (em 1968) como Waco Aircraft Co., uma subsidiária da Allied Aero Industries, Inc., com sede no Aeroporto de Pottstown-Limerick, em Pottstown, Pensilvânia, com revendedores em Connecticut, Geórgia, Oklahoma, Texas, Califórnia e Ontário, Canadá. Os "WACOs europeus" - em alguns casos substituindo os motores Lycoming originais por motores Franklin menos populares (o Sr. Berger estava envolvido com a Franklin) - deveriam ser fabricados (ou pelo menos montados ou remontados) nos EUA pela "WACO Aircraft Company" em Syracuse, Nova York. Apenas várias dezenas (talvez 65-150) dessas aeronaves de origem europeia foram vendidas como WACOs antes que a morte de Berger encerrasse o programa. Esses aviões incluíam:
- WACO Sirrus – um SIAI-Marchetti S.205 italiano renomeado comparável à linha Piper PA-28 Cherokee, um avião de turismo de quatro lugares oferecido com trem de pouso fixo ou retrátil e motores Franklin ou Lycoming de 180 a 220 cavalos de potência.[8][9][11]
- WACO Vela – um SIAI-Marchetti S.208 italiano, uma versão aprimorada de cinco lugares do Sirrus/S.205, com 260 cavalos de potência, trem de pouso retrátil e asas de fluxo laminar com rebites nivelados - indiscutivelmente na mesma classe que a linha Beech Bonanza. Ele vinha com um piloto automático como equipamento padrão - incomum para aeronaves de sua classe, naquela época - e o primeiro painel indicador de falha em um avião de aviação geral.[8][9][7][10][11]
- WACO Meteor – um SIAI-Marchetti F.250/SF.260 italiano renomeado, um avião rápido, acrobático, esportivo/treinador/de turismo de três lugares, posteriormente oferecido, por outros, em forma de kit de metal, de metal manufaturado ou de madeira, e como planos para uma aeronave de madeira (como por exemplo, o SF.260 e o Sequoia). Comercializado nos Estados Unidos sob o nome Waco TS-250-3 Meteor, apenas quatro foram enviados para os EUA[8][14][10][13]
- WACO Minerva – um Morane-Saulnier Minerva ou Rallye francês renomeado, uma aeronave STOL de quatro lugares projetada para uso dentro e fora de pistas de pouso muito pequenas e não aprimoradas, posteriormente produzida pela francesa SOCATA como SOCATA Rallye (apenas 3 WACO Minervas foram entregues).[10][12][13]

#### Produção moderna
A empresa WACO Classic Aircraft (não relacionada à Waco original) começou a construir seu WACO Classic YMF em 1986, uma versão atualizada com base no projeto original certificado da Waco.

### Aviões remanescentes
Existe um grande número de exemplares remanescentes, com a maior coleção única residindo no "Historic Aircraft Restoration Museum" no Dauster Field, Creve Coeur, perto de St Louis, Missouri.

## Modelos
| Letra | Motor                               |
| ----- | ----------------------------------- |
| A     | Jacobs L-6MB                        |
| B     | Wright R-540                        |
| C     | Wright R-760                        |
| D     | Wright R-760-E1                     |
| E     | Wright R-760-E2                     |
| H     | Lycoming R-680-E3                   |
| I     | Kinner B-5                          |
| J     | Wright R-975-E1                     |
| K     | Kinner K-5                          |
| M     | Menasco C-4                         |
| O     | Kinner C-5                          |
| P     | Jacobs LA-1                         |
| Q     | Continental A-70                    |
| R     | Warner Scarab                       |
| S     | Pratt & Whitney R-985               |
| U     | Continental R-670, W-670-K, W-670-6 |
| V     | Continental W-670-M                 |
| W     | Wright R-975-E3                     |
| Y     | Jacobs L-4MB                        |
| Z     | Jacobs L-5MB                        |

Nota: As designações civis da Waco descrevem a configuração da aeronave. A primeira letra lista o motor usado, a segunda o tipo específico e a terceira a série geral. O sistema de codificação foi alterado em 1929 com várias letras reatribuídas e, posteriormente, com a introdução da série "Custom Cabin", a terceira letra "C" foi inicialmente substituída por "C-S" (de Cabin-Standard) e finalmente "S". O sufixo numérico representa o primeiro ano de produção se for 6 ou mais (6 = 1936), ou um subtipo se 2 ou menos. Assim, o EGC-7 é um modelo com motor Wright R-760-E2 (350 hp (261 kW)), fuselagem biplano de cabine fechada personalizada fabricado pela primeira vez em 1937.
Muitos biplanos de cabine fechada Waco, originalmente vendidos como aeronaves civis, foram convocados para o serviço militar na Segunda Guerra Mundial. As Forças Aéreas do Exército dos Estados Unidos classificaram os seus exemplares, independentemente do tipo, como Waco C-72, com letras de tipo identificando modelos específicos. Outros países usaram outras designações para seus próprios Wacos.

### Biplanos e monoplanos de cabine aberta
Waco CootieMonoplano biplano/parasol monoposto, 1 produzido e reconstruído
Modelos Waco 4 a 7Usando muitas peças do Curtiss JN-4 com novos painéis de asa intercambiáveis e alimentado por um Curtiss OX-5 de 90 hp (100 kW).
Waco 8Primeiro biplano com cabine Waco, alimentado por um Liberty de 200 hp (0 kW) - 1 construído
Waco 9Primeiro modelo de produção em massa, estrutura de tubo de aço, alimentado por um "OX-5", equipado com flutuadores EDO. Muitos re-motorizados. 270 construídos.
- Miss Pittsburgh

Waco 10Modelo mais produzido de qualquer aeronave Waco, 1.623 construídos entre 1927 e 1933. Refinamento do Waco 9 com um motor V8 Curtiss OX-5 de 90 hp (100 kW). Redesignado como GXE pela Waco em 1928.

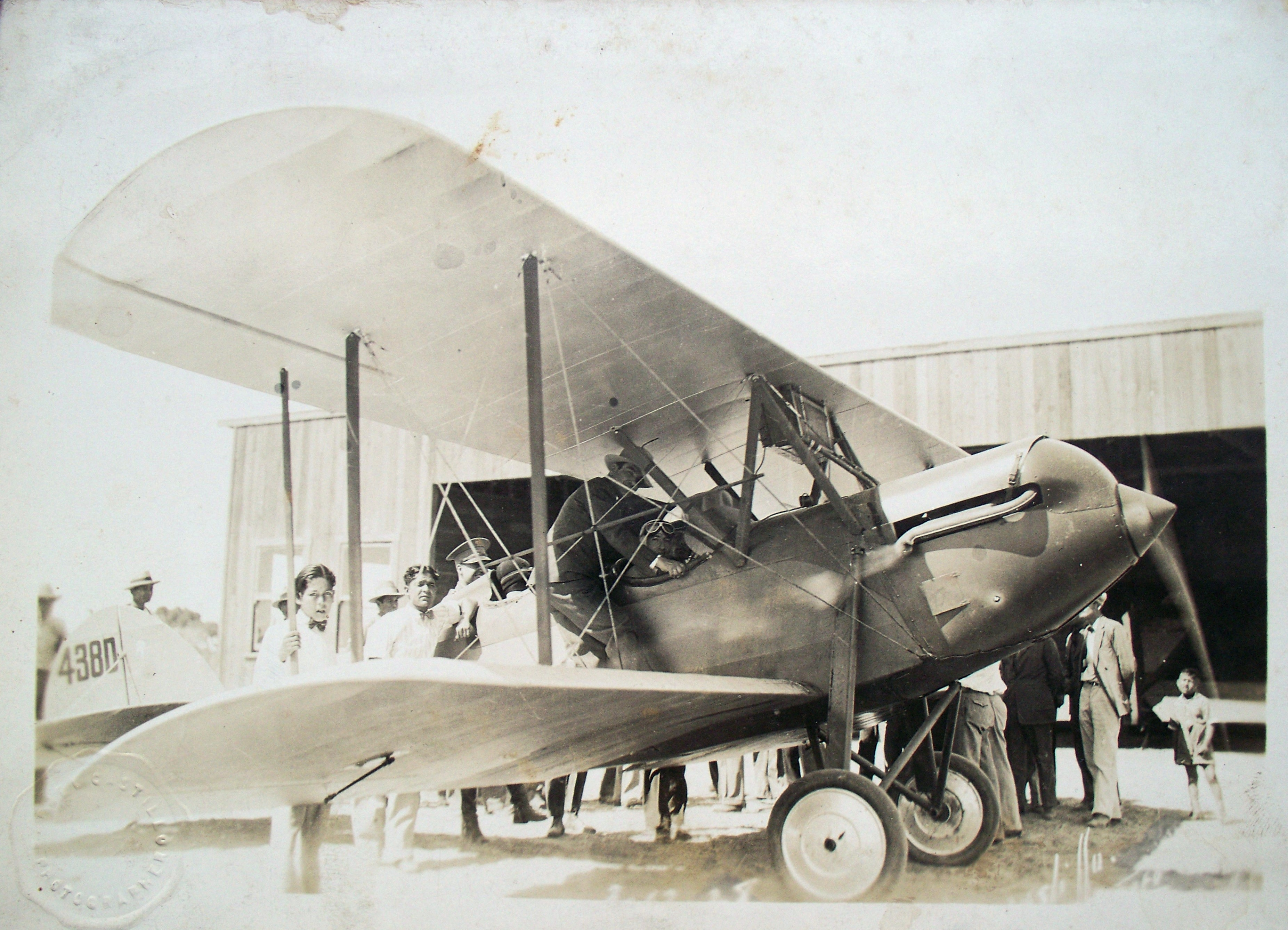
Um Waco 10 efetuando passeios de diversão, c.1930.

- Waco 240: 1 conversão do Waco 10 com motor radial Continental W-670 de 240 hp (0 kW).
- Waco ASO: Waco 10 variante com motor radial Wright J-5 de 220 hp (0 kW), conhecido como J-5 Straightwing, Waco Sport e Whirlwind Waco. 95 construídos.
- Waco BSO: Variante do ASO com motor radial Wright J-6-5 de 165 hp (0 kW). 45 construídos.
- Waco CSO: Variante do ASO com motor radial Wright J-6-7 de 225 hp (0 kW). 59 construídos.
- Waco DSO: Variante do ASO com motor Hispano-Suiza A/E V8 de 180 hp (0 kW). 62 construídos.
- Waco HSO: Variante do ASO com motor Packard DR-980 de 225 hp (0 kW). 1 construído.
- Waco ATO: Variante Taperwing do ASO. 54 construídos.
- Waco CTO: Variante Taperwing do CSO. 35 construídos.
- Waco HTO: Modificado do HSO. 1 construído.
- Waco JTO: Variante com motor Wright J-6-9 300 h.p. 1 construído.
- Waco JYO: Versão para Marinha dos EUA do JTO para avaliação. 2 construídos.

Mailplanes Waco

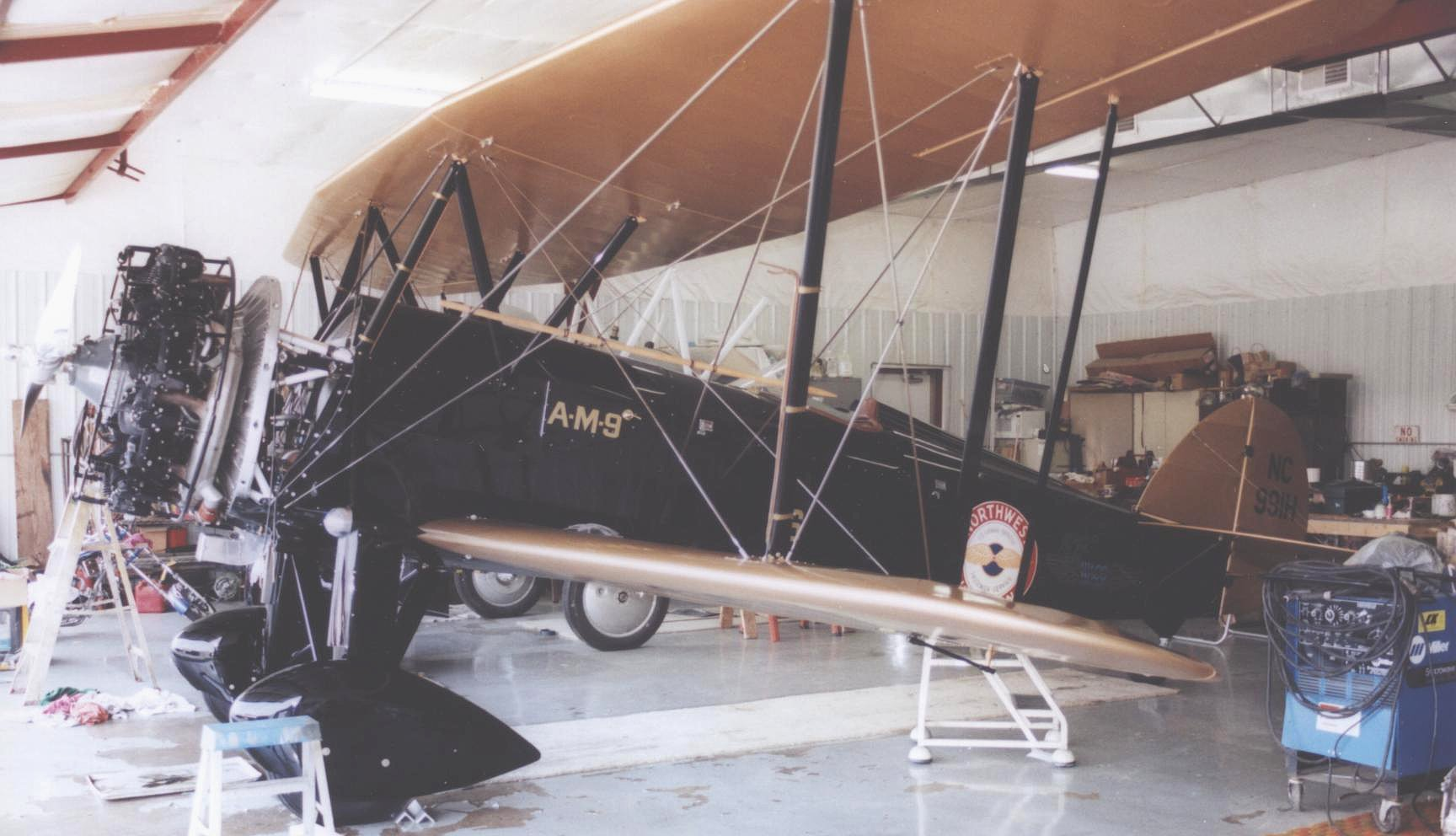
Um JYM mailplane contruído em 1929 da Northwest Airways preservado.

- Waco JWM: Avião de correio de asa reta com motor Wright R-975 de 330 hp (0 kW). Derivado do ASO com extensão da fuselagem de 14 ". 2 construído.
- Waco JYM: Avião de correio de asa trapezoidal com motor radial Wright J-6-9 de 300 hp (0 kW). Derivado do ATO com extensão de fuselagem de 14". 4 construídos para a Northwest Airways

Waco A series

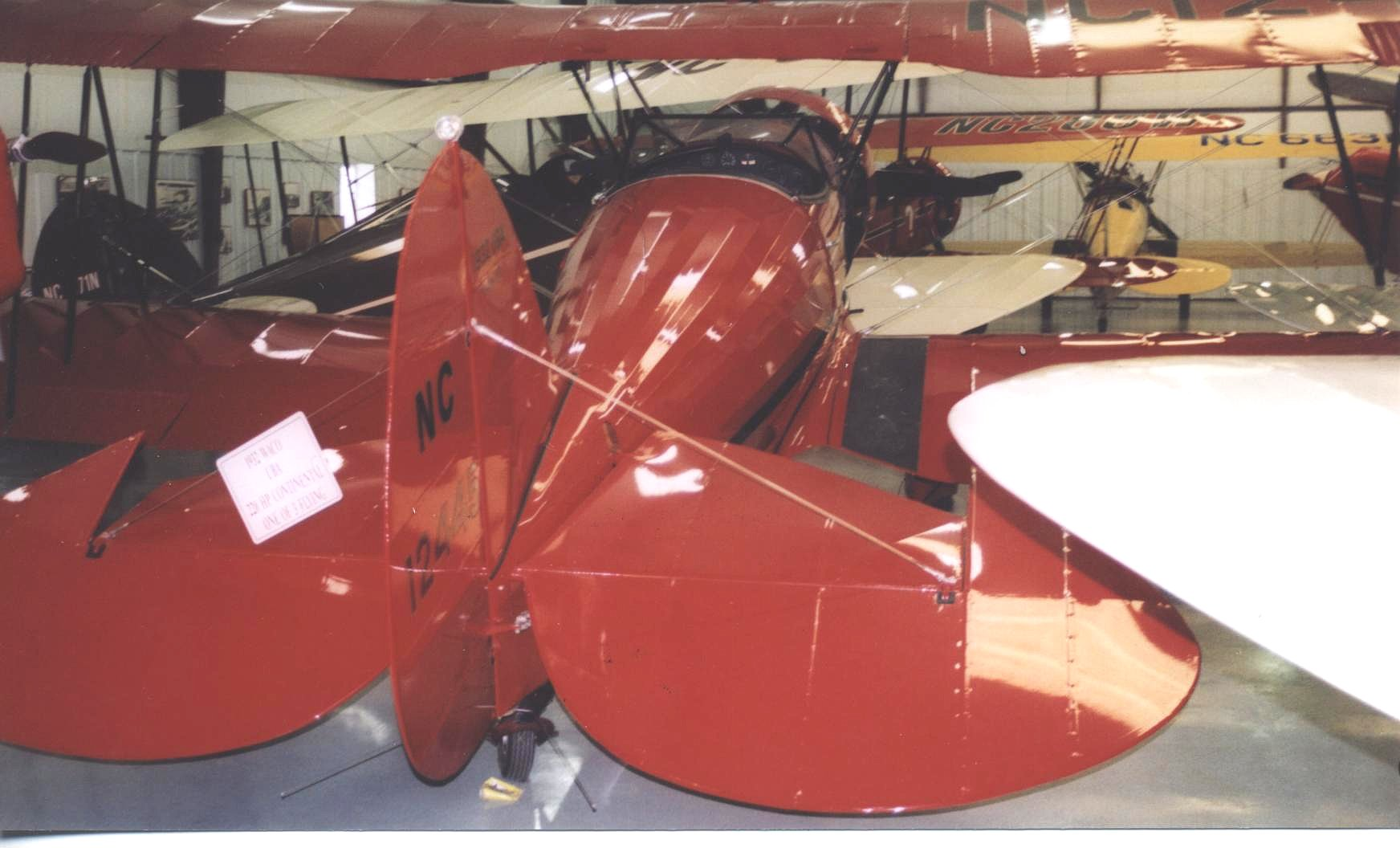
Um Waco PBA biplace lado a lado de 1932.

- Waco IBA: KBA aprimorado, biplano de dois assentos lado a lado com capota opcional e motor Kinner B-5 de 125 hp (100 kW). 3 construídos.
- Waco KBA: Com motor radial Kinner K-5 de 100 hp (100 kW). 50 construídos.
- Waco PBA: Variante do IBA com motor radial Jacobs LA-1 de 170 hp (0 kW). 4 construídos.
- Waco RBA: Variante do IBA com motor radial Warner Scarab de 110 hp (100 kW). 4 construídos.
- Waco UBA: Variante do IBA com motor radial Continental R-670 de 210 hp (0 kW). 6 construídos.
- Waco PLA: IBA aprimorado, conhecido como Waco Sportsman, com motor radial Jacobs LA-1 e maior alcance. 4 construídos.
- Waco ULA: Variante do PLA com motor radial Continental R-670 de 210 hp (0 kW). 1 construído.

### Waco D series
Waco CHDBiplano militar multiuso com motor radial Wright J-6-7 Whirlwind de 250 hp.
Waco JHDBiplano militar multiuso com motor radial Wright J-6-9 Whirlwind de 365 hp. 6 exportados para o Uruguai.
Waco S2HDBiplano militar multiuso de exportação com motor radial Pratt & Whitney Wasp Junior SB de 450 hp. 1 exportado para Cuba
Waco S3HDBiplano militar multiuso com motor Pratt & Whitney Wasp Junior TB de 400 hp. 1 construído.
Waco S3HD-AVariante armada do S3HD, 4 exportada para Cuba.
Waco WHDBiplano militar multiuso com motor Whirlwind Wright J-6-9 de 420 hp. 5 construídas, incluindo 4 exportadas para a Nicarágua.
Waco CMDBiplano militar multiuso com motor Wright J-6-7 Whirlwind de 250 hp. Nenhum construído.

### Waco F series

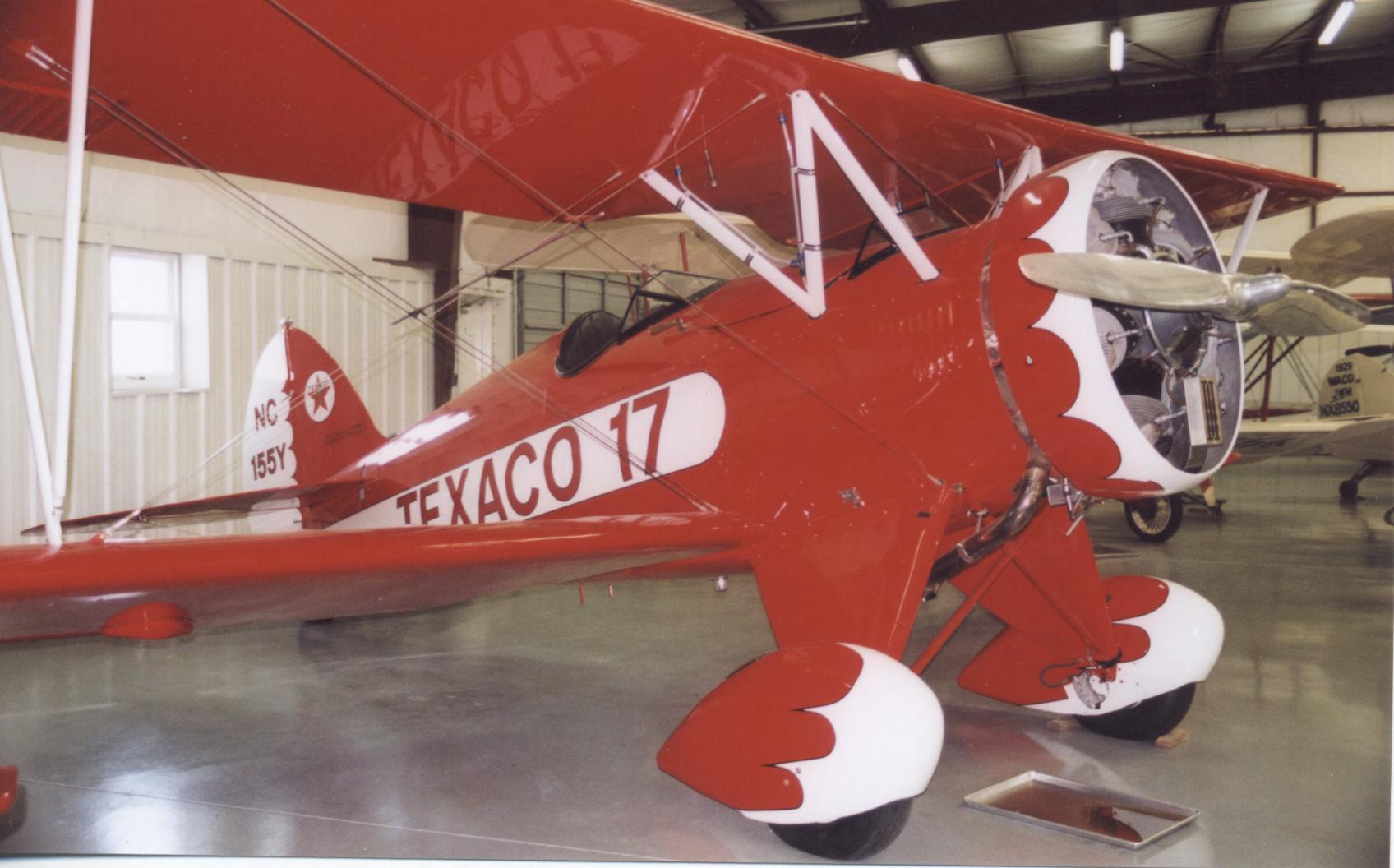
Um Waco UBF de 1932 da Texaco no início da década de 1930.

- Waco OBF: Com motor Kinner C-5 de 210 hp (0 kW). Não se sabe se foi construído.
- Waco PBF: Com motor Jacobs LA-1 de 170 hp (0 kW). 4 construídos.
- Waco TBF: Com motor Kinner R-5 de 160 hp (0 kW). Nenhum construído.
- Waco UBF e Waco UBF-2: Com motor Continental R-670 de 210 hp (0 kW). Cerca de 11 construídos. (dois construídos para a Marinha dos EUA no final do programa de dirigíveis USS Macon como treinadores XJW-1 com "skyhooks" para lançamento e recuperação de dirigíveis).
- Waco PCF: Com motor radial Jacobs LA-1 de 170 hp (0 kW). 3 construídos.
- Waco QCF: Com motor radial Continental A-70 de 165 hp (0 kW). 31 construídos.
- Waco UCF: Com motor radial Continental R-670 de 210 hp (0 kW). Nenhum construído, tornou-se o UBF.

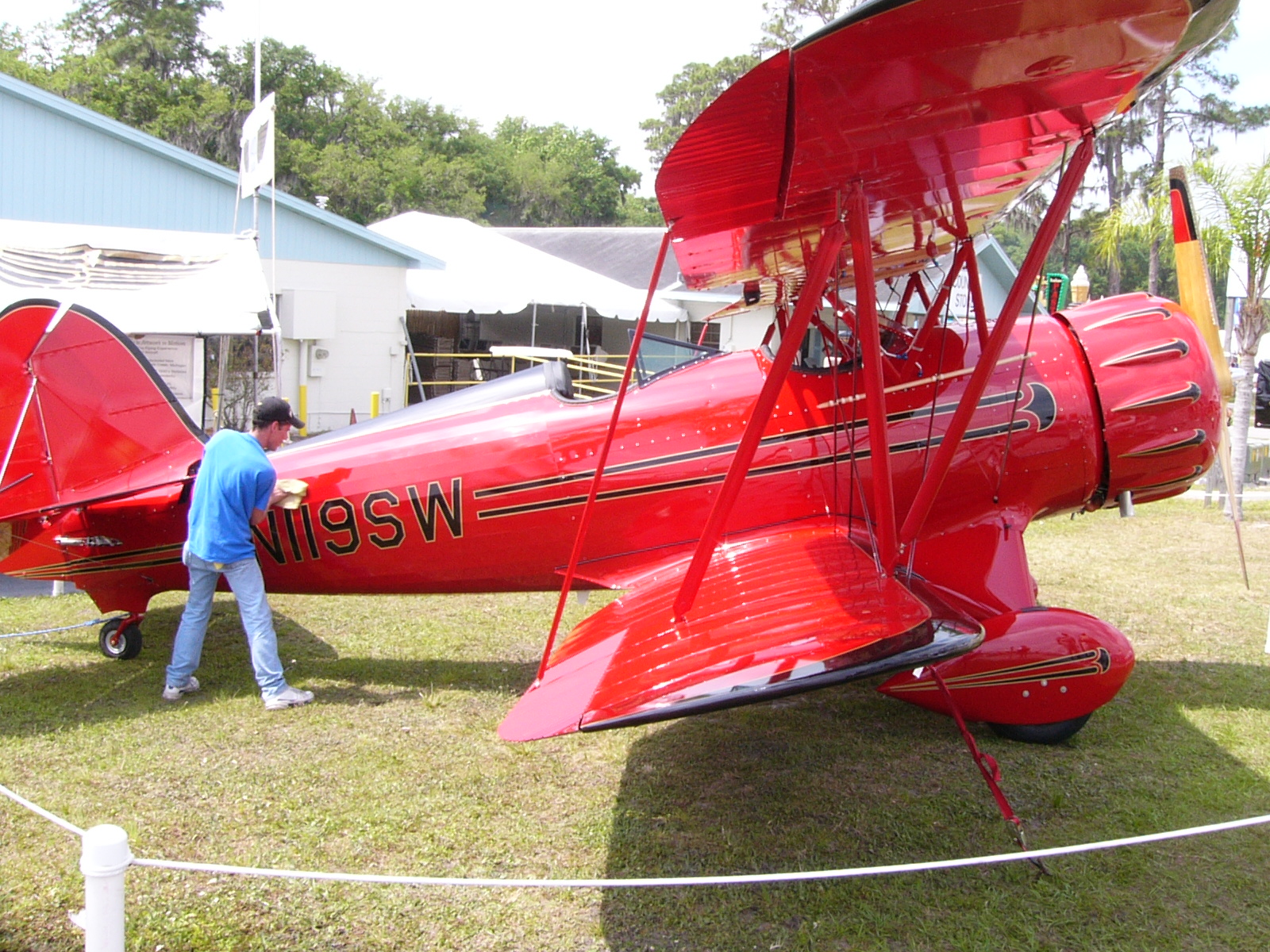
Um modelo YMF-F5C de 2006 da WACO Classic Aircraft na Sun 'n Fun 2006.

- Waco UMF-3 e Waco UMF-5: Com motor radial Continental R-670 de 210 hp (0 kW). 18 construídos.
- Waco YMF-3: Com Jacobs L-4 motor radial de 225 hp (0 kW). 18 construídos -3 e -5.
- Waco YMF-5: Com motor radial Jacobs L-4 de 245 hp (0 kW). Base para YMF-5 Super atualmente em produção.

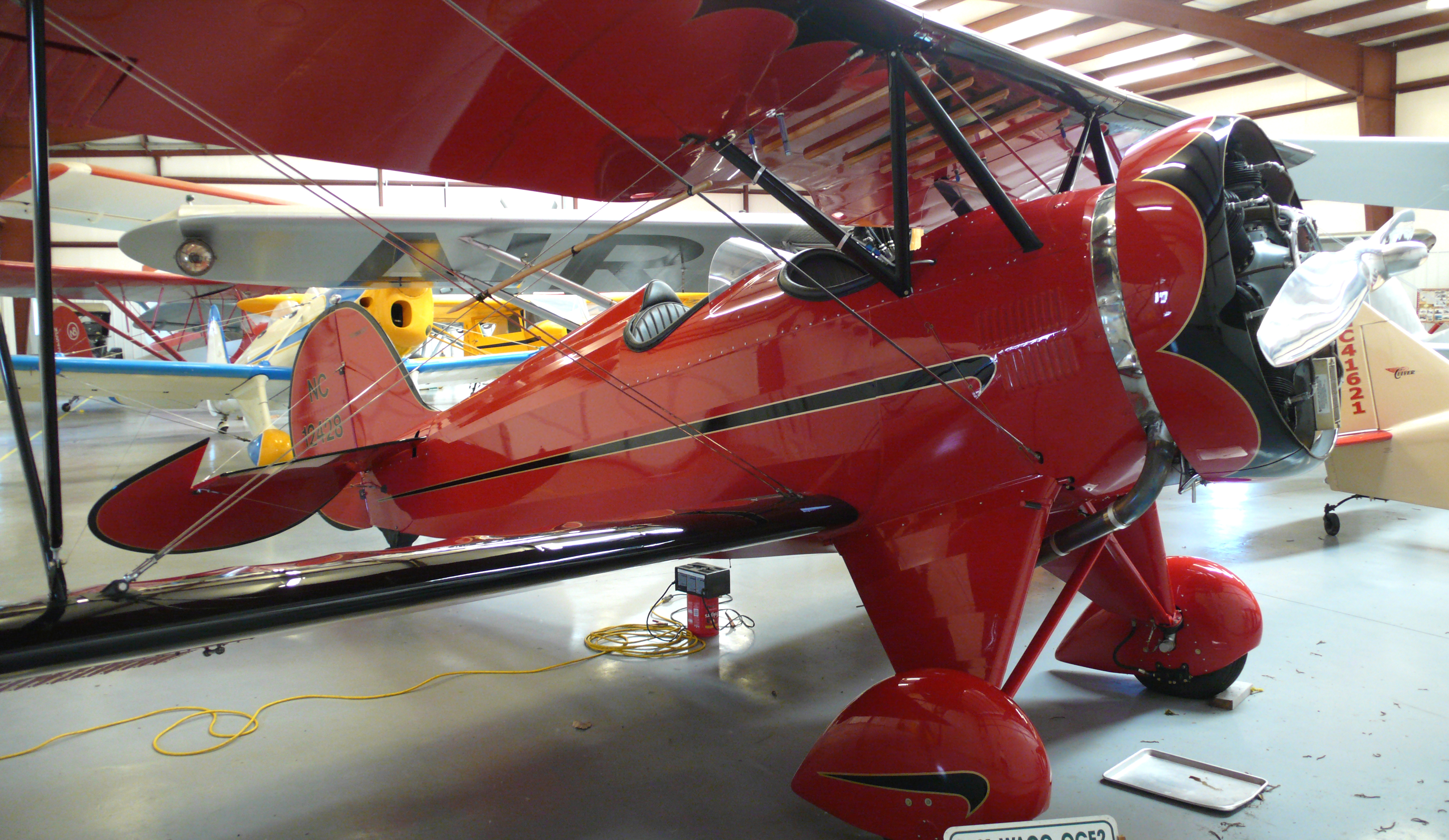
Um Waco QNF-2.

- Waco INF: Com motor radial Kinner B-5 de 125 hp (100 kW). 50 construídos.
- Waco KNF: Com motor radial Kinner K-5 de 100 hp (100 kW). 20 construídos.
- Waco MNF: Com motor Menasco C-4 Pirate em linha de 125 hp (100 kW). 4 construídos.
- Waco QNF: Com motor radial Continental A-70 de 165 hp (0 kW). 1 construído.

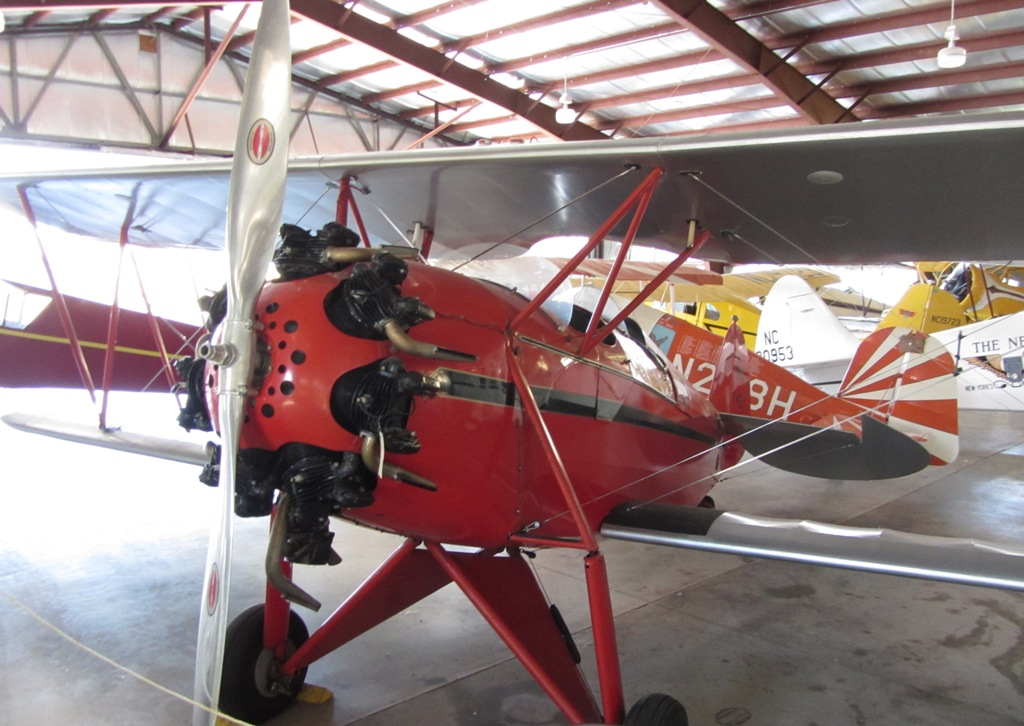
Um Waco RNF.

- Waco RNF: Com motor radial Warner Scarab de 110 hp (100 kW). 177 construídos.
- Waco CPF e Waco CPF-6: Com motor radial Wright R-760 de 250 hp (0 kW). 41 DPFs redesignados e construídos.
- Waco DPF-6 e Waco DPF-7: Com motor radial Wright R-760 de 285 hp (0 kW). Era o CPF, foi redesignado.
- Waco EPF-6: Com motor radial Wright R-760 de 320 hp (0 kW). 1 construído.
- Waco LPF-6: Com motor radial Lycoming R-680 de 300 hp (0 kW). Possivelmente não construído.
- Waco UPF-6: Com motor radial Continental R-670 de 210 hp (0 kW). Protótipo para o UPF-7.
- Waco UPF-7: Segunda variante mais produzida, mais de 600 unidades. Com motor Continental W-670 de 220 hp (0 kW). Amplamente utilizado no "Civilian Pilot Training Program". 14 tornaram-se treinadores YPT-14, mas não foram adotados pela USAAF para uso operacional.
- Waco VPF-6 e Waco VPF-7: Com motor radial Continental W-670 de 240 hp (0 kW). 6 construídos.

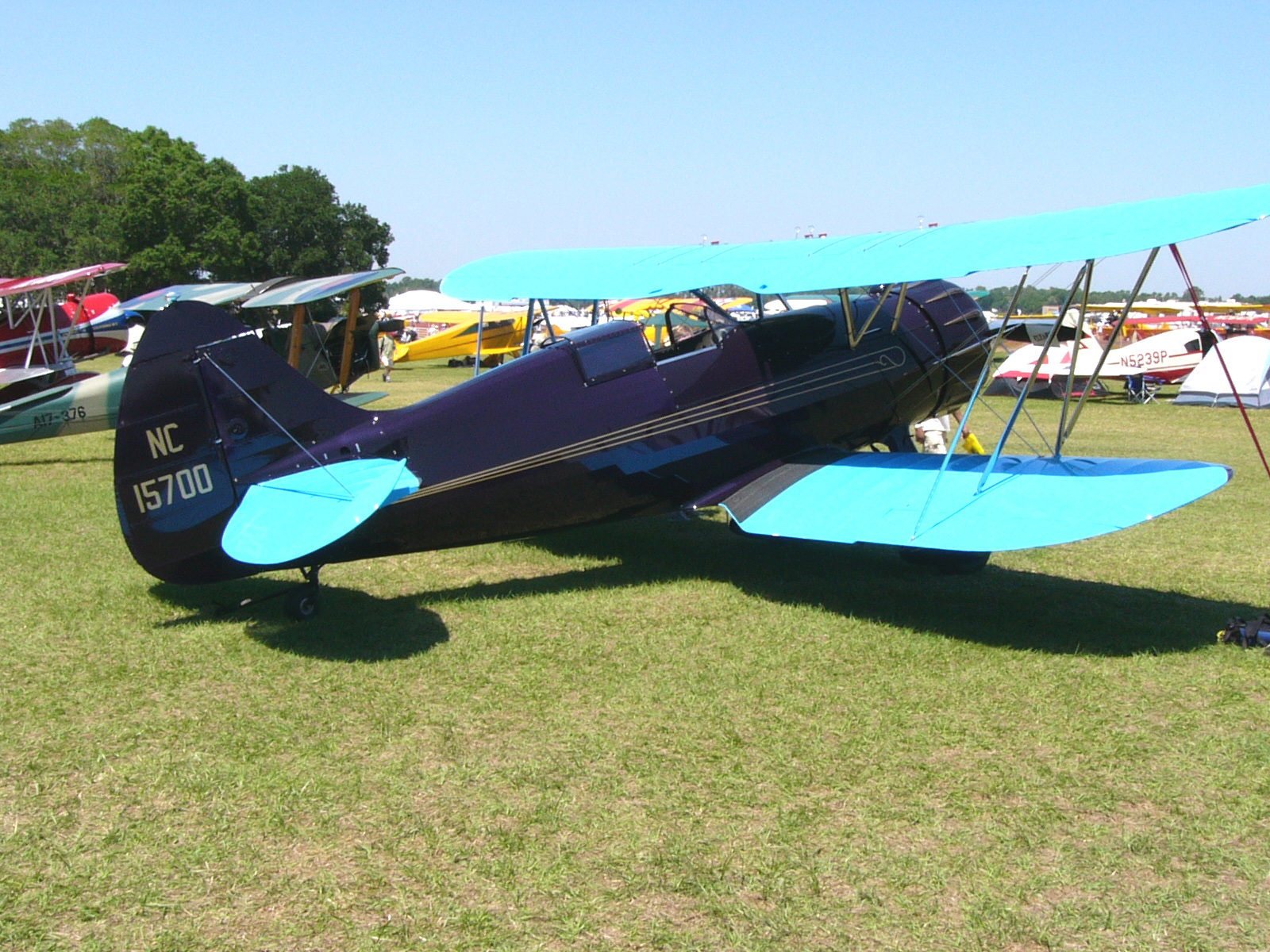
Um Waco YPF na Sun 'n Fun 2006.

- Waco YPF-6 e Waco YPF-7: Com motor radial Jacobs L-4 de 225 hp (0 kW). 8 construídos.
- Waco ZPF-6 e Waco ZPF-7: Com motor radial Jacobs L-5 de 285 hp (0 kW). 5 construídos.

### Waco CRG
- Com motor radial Wright R-760 de 240 hp (0 kW), mais tarde um Wright R-760 modificado.

Waco RPT-1Protótipo de treinador monoplano de cabine aberta de asa baixa, semelhante em conceito ao Fairchild PT-19. 1 construído.

### Waco Standard Cabin Biplanes

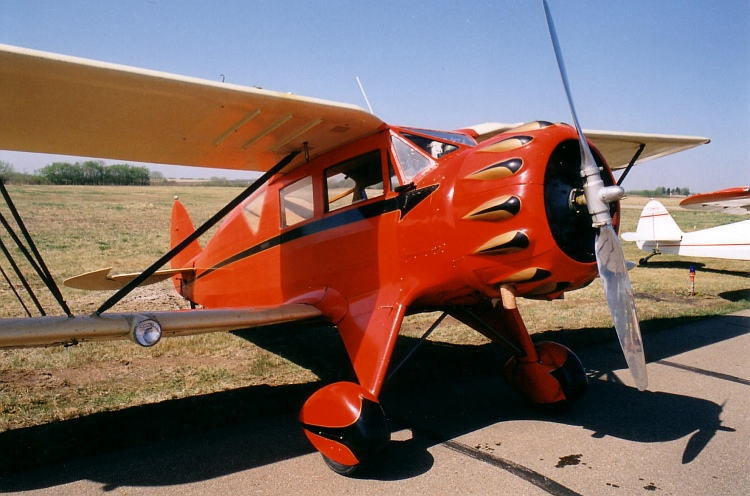
Um biplano Waco UIC standard cabin.

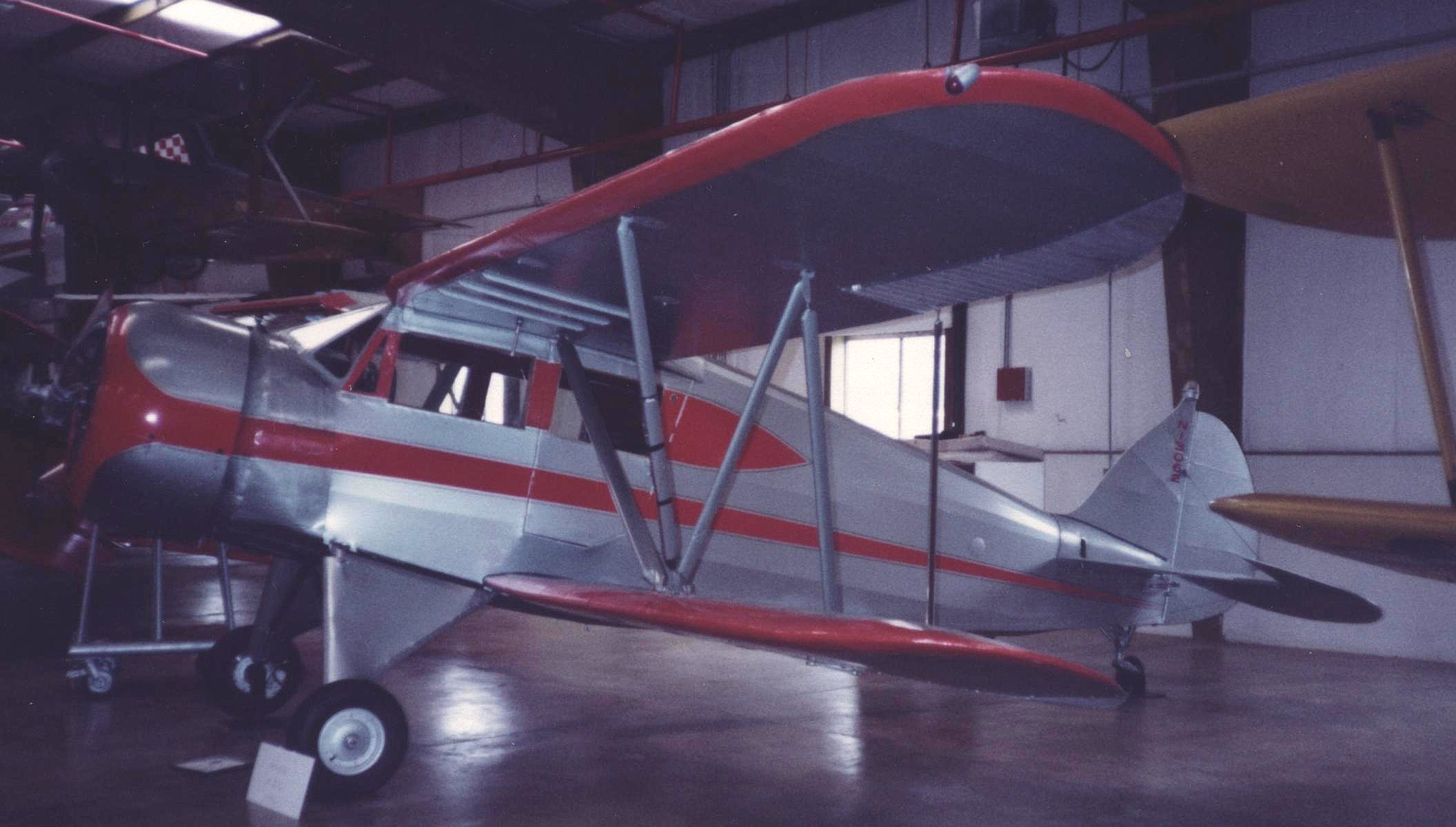
Um Waco UIC.

- Waco BDC: Com motor Wright R-540 de 165 hp (0 kW). Nenhum construído.
- Waco ODC: Com motor Kinner C-5 de 210 hp (0 kW). modificado para o QDC.
- Waco PDC: Com motor Jacobs LA-1 de 170 hp (0 kW). 2 construídos por encomenda especial.
- Waco QDC: Com motor Continental A-70 de 165 hp (0 kW). 37 construídos.
- Waco UDC: Com motor Continental R-670 de 210 hp (0 kW). Nenhum construído.

- Waco OEC: Com motor Kinner C-5 de 210 hp (0 kW). 3 construídos.
- Waco UEC: Com motor Continental R-670 de 210 hp (0 kW). 40 construídos.
- Waco BEC: Com motor Wright R-540 de 165 hp (0 kW). 1 construído (convertido de OEC ou UEC).

- Waco UIC: Com motor Continental R-670 de 210 hp (0 kW). 83 construídos.

- Waco CJC e Waco CJC-S: Com motor Wright R-760 250 hp (0 kW). 41 CJC e DJC construídos.
- Waco DJC, Waco DJC-S e Waco DJS: Com motor Wright R-760 de 285 hp (0 kW).

- Waco UKC, Waco UKC-S e Waco UKS-6: Com motor Continental R- 670 de 210 hp (0 kW). 40 construídos.
- Waco VKS-7: Com motor Continental R-670-B de 225 hp (0 kW). 18 construídos.
- Waco VKS-7F: VKS-7 com flaps para o CPTP. 21 construídos.
- Waco YKC, Waco YKC-S e Waco YKS-6: Com motor Jacobs L-4 de 225 hp (0 kW).

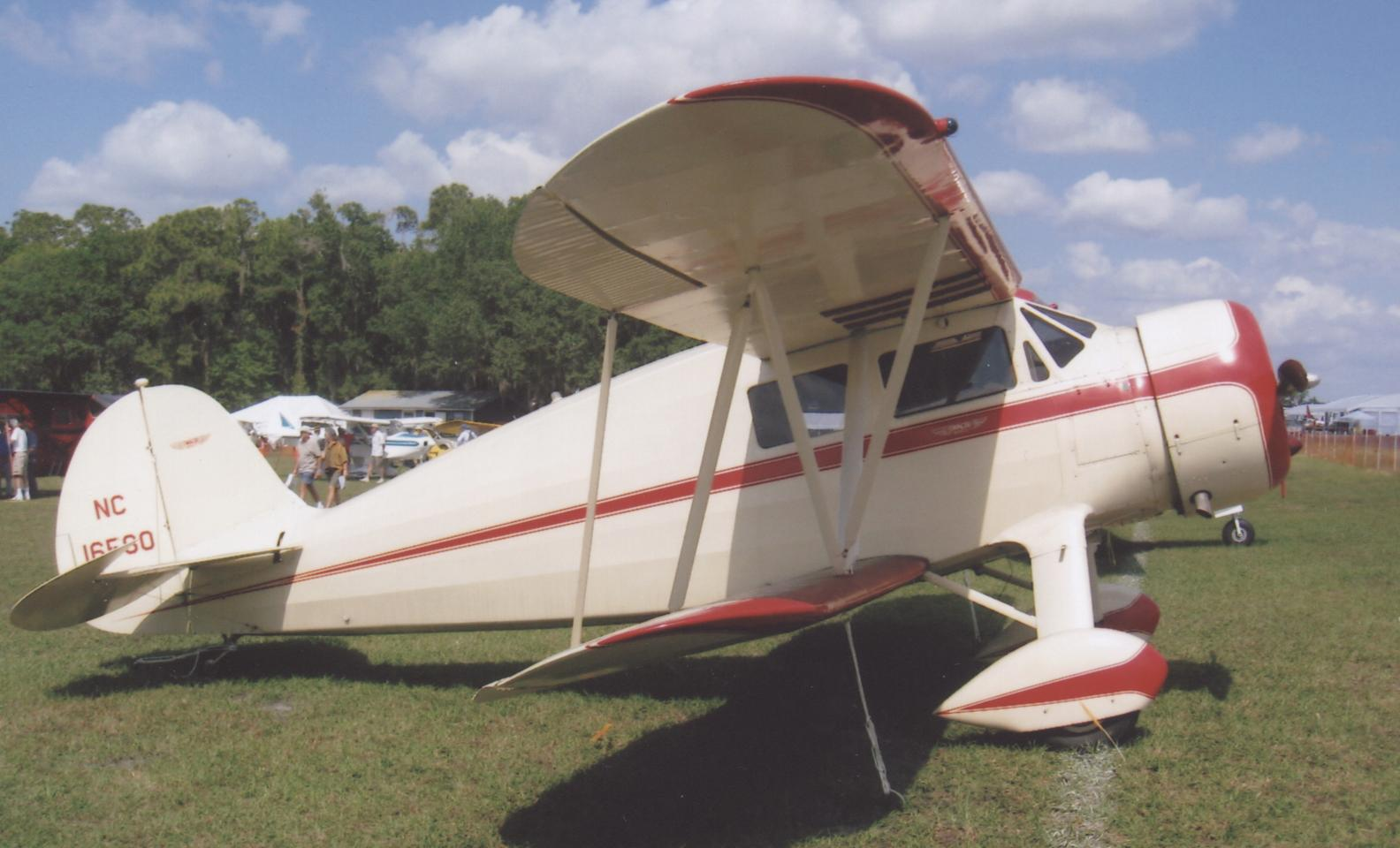
Um Waco YKS-6 cabin tourer de 1936.

- Waco ZKC, Waco ZKC-S e Waco ZKS: Com motor Jacobs L-5 de 285 hp (0 kW). 60 YKC, 22 YKC-S, 65 YKS-6 construídos; Vários ZKS-7 construídos, um convertido para HKS-7 (com um Lycoming R-680-13 de 300 HP em 1947[19]).

### Biplanos Waco Custom Cabin(sesquiplanos)
- Waco UOC: Com motor Continental R-670-A de 210 hp (0 kW) ou Continental R-670-B de 225 hp (0 kW). 4 construídos.
- YOC: Com motor Jacobs L-4 225 hp (0 kW). Mais de 50 YOC e YOC-1 construídos.
- YOC-1: Com motor Jacobs L-5 de 285 hp (0 kW).

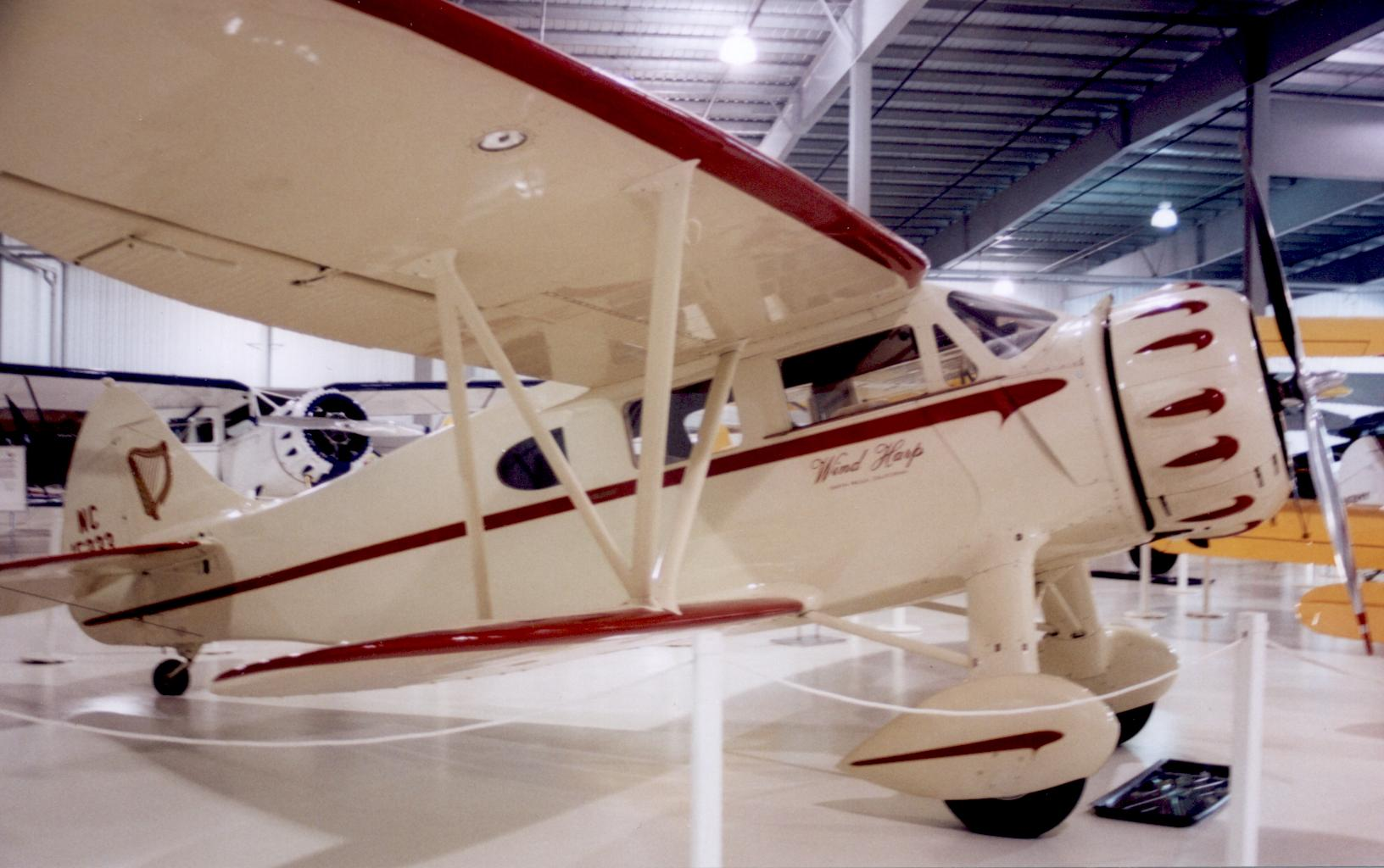
Um Waco CUC de 1935 com caine extendida e janelas da série "C" posterior, no Aeroporto Anoka-Blaine perto de Minneapolis, Junho de 2006.

- Waco CUC: Com motor Wright R-760-E de 250 hp (0 kW). 30+ construídos em todos os tipos de CUC.
- Waco CUC-1: Com motor Wright R-760-E1 de 285 hp (0 kW).
- Waco CUC-2: Com motor Wright R-760 de 320 hp (0 kW).

- Waco AQC-6: Com motor Jacobs L-5 de 300 hp (0 kW). 7 construídos.
- Waco CQC-6: Com motor Wright R-760 de 250 hp (0 kW). Nenhum construído.
- Waco DQC-6: Com motor Wright R-760 de 285 hp (0 kW). 11 construídos.

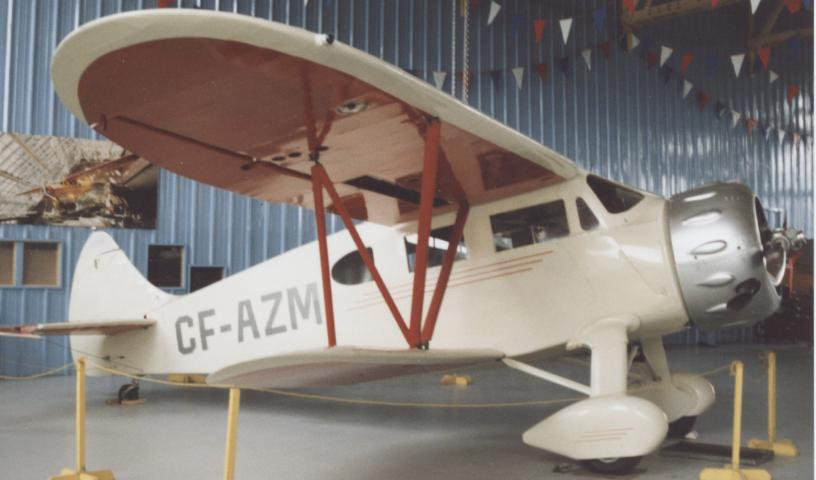
Um Waco EQC-6 Custom no Calgary Aerospace Museum em 1996 exibindo a cabine mais longa e envidraçada da série "C" posterior.

- Waco EQC-6: Com motor Wright R-760 de 320 hp (0 kW). 20 construídos. A USCG usou 3 como J2W-1.
- Waco SQC-6: Com motor Pratt & Whitney Wasp Jr de 300 hp (0 kW). Nenhum construído.
- Waco UQC-6: Com motor Continental R-670 de 210 hp (0 kW) ou W -670-K de Predefinição:Convert/hp ou W-670-6 de 220 hp (0 kW). Provavelmente nenhum construído.
- Waco VQC-6: Com motor Continental W-670 de 250 hp (0 kW).
- Waco YQC-6: Com motor Jacobs L-4 de 225 hp (0 kW). 13 construídos. 1 exemplar ex-RAAF foi reequipado com um motor De Havilland Gipsy 6 cil. em linha de 200 hp (0 kW).
- Waco ZQC-6: Com motor Jacobs L-5 de 285 hp (0 kW). 68 construídos.

- Waco AGC-8: Com motor Jacobs L-6 de 300 hp (0 kW). 17 construídos, 2 modificados para EGC-8.
- Waco DGC-7: Com motor Wright R-760 de 285 hp (0 kW). 2 construídos.
- Waco EGC-7, Waco EGC-8: Com motor Wright R-760 de 320 hp (0 kW). 38 construídos. 3 usados pela Marinha e Guarda Costeira dos EUA como J2W.
- Waco MGC-8: Com motor Menasco Pirate em linha. Número desconhecido construído.
- Waco UGC-7: Com motor Continental R-670 de 210 hp (0 kW). Nenhum construído.
- Waco VGC-7: Com motor Continental W-670 de 240 hp (0 kW). Nenhum construído.
- Waco YGC-7, Waco YGC-8: Com motor Jacobs L-4 de 225 hp (0 kW). Possivelmente nenhum construído.
- Waco ZGC-7, Waco ZGC-8: Com motor Jacobs L-5 de 285 hp (0 kW). 28 construídos.

### Waco S series(1935-1940)
- Os modelos com cabines padrão em produção foram redesignados com uma letra do tipo S para distingui-los da nova série de cabines personalizadas.

### Waco N series(1937–1938)
- Waco AVN-8: "Nosewheel Type" com motor Jacobs L-6 de 300 hp (0 kW). 15 construídos.
- Waco ZVN-7 e Waco ZVN-8: "Nosewheel Type" com motor Jacobs L-5 de 285 hp (0 kW). 6 construídos.

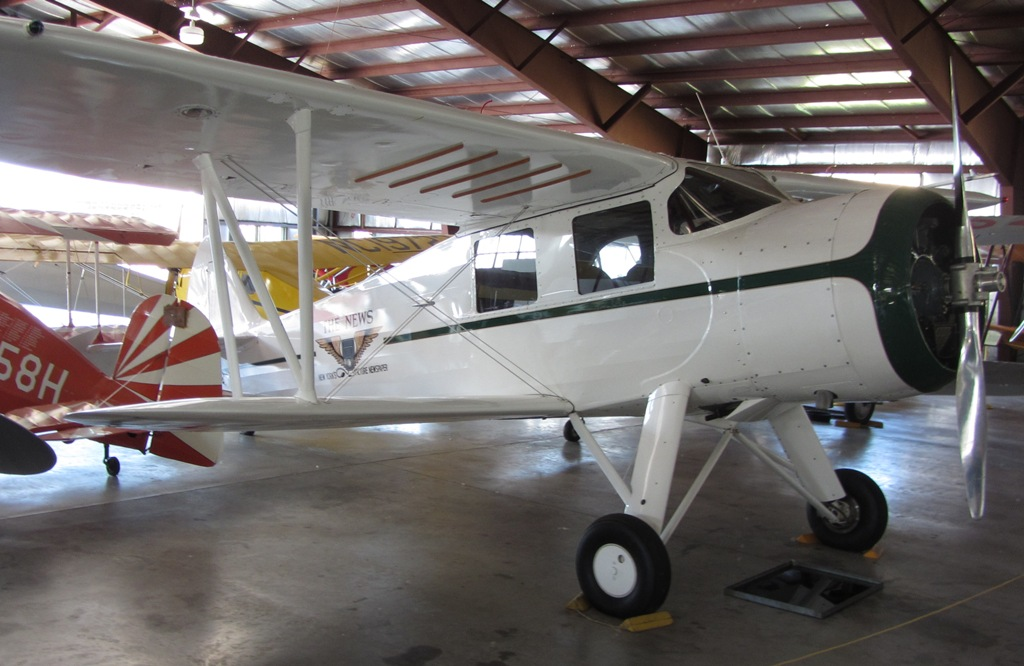
Um Waco ARE em exibição.

### Waco E series(1939–1940)
- Waco ARE Aristocrat: Com motor Jacobs L-6 de 300 hp (0 kW). 4 construídos.
- Waco HRE Aristocrat: Com motor Lycoming R-680 de 285 hp (0 kW). 5 construídos.
- Waco SRE Aristocrat: Com motor Pratt & Whitney R-985 de 450 hp (0 kW). 21 construídos.
- Waco WRE Aristocrat: Com motor Wright R-975 de 420 hp (0 kW). Nenhum construído.

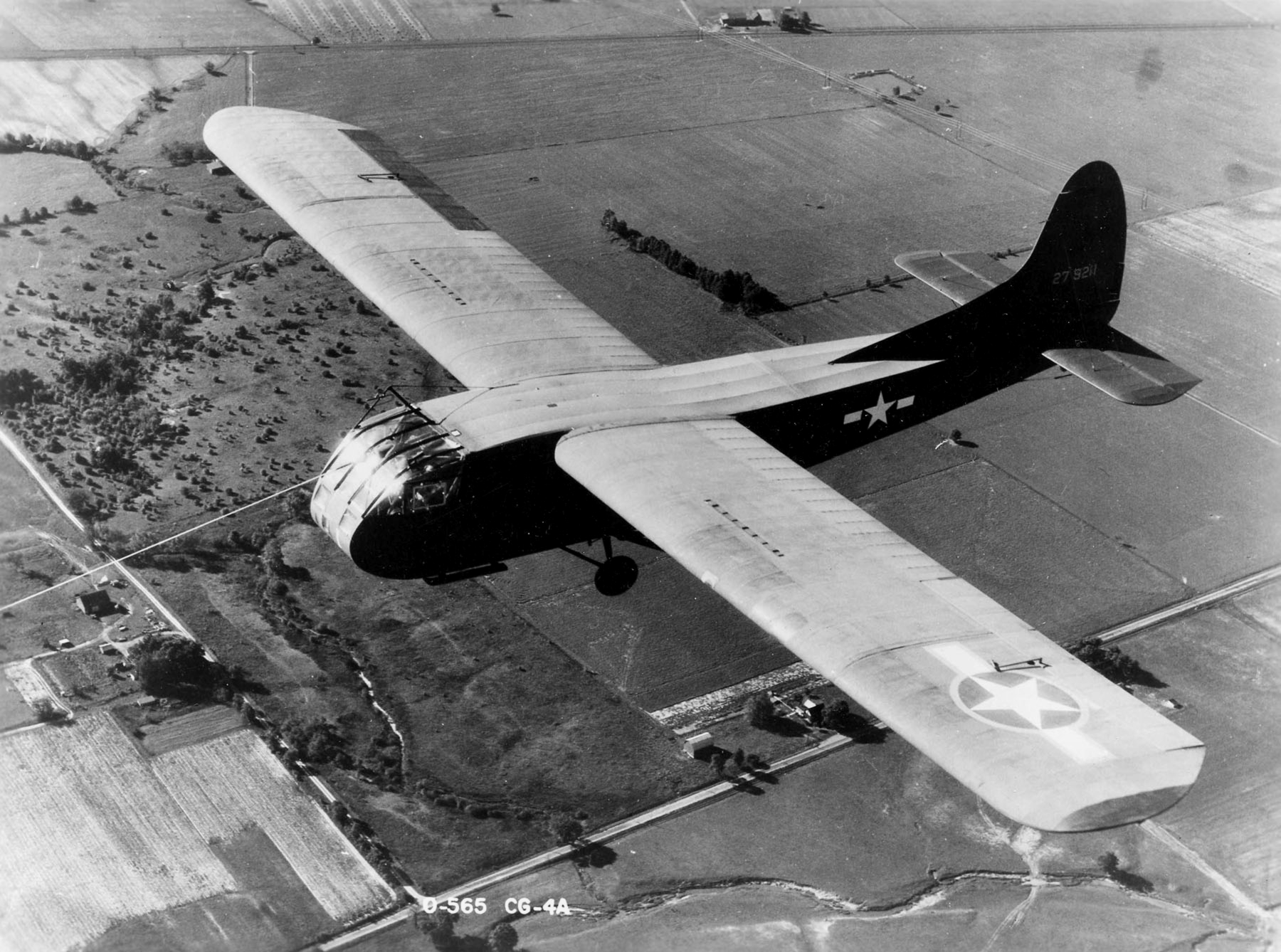
Um planador de tropa Waco CG-4A.

### Planadores
- WACO Primary Glider: Treinador de um único lugar
- Waco CG-3: Planador de tropa destinado ao treinamento de pilotos do CG-4
- Waco CG-4: Planador de tropa, também conhecido como "Hadrian"
- Waco CG-13: Planador de tropa
- Waco CG-15: Planador de tropa

### Transportes
- Northwestern XPG-1: Versão com motor do CG-4 Glider, 2x Franklin 6AC-298-N3
- Ridgefield XPG-2: Versão motorizada do CG-4 Glider, 2x Ranger L-440-1
- Waco YC-62: Transporte bimotor todo em madeira (não construído)
- Waco C-72
- Waco Aristocraft: Transporte monoplano com cabine por impulsão com motor no nariz. Último projeto Waco a ser construído. 1 Protótipo apenas.